# Black Masses
Black Masses é o sétimo álbum de estúdio da banda inglesa de doom metal Electric Wizard, lançado em 1° de novembro de 2010. É o único álbum da banda a contar com o baixista Tas Danazoglou.

## Faixas
Todas as faixas foram escritas e compostas por Jus Oborn e Liz Buckingham.
| N.º            | Título               | Duração |  |
| 1.             | "Black Mass"         | 6:06    |  |
| 2.             | "Venus in Furs"      | 6:22    |  |
| 3.             | "The Nightchild"     | 8:02    |  |
| 4.             | "Patterns of Evil"   | 6:30    |  |
| 5.             | "Satyr IX"           | 9:58    |  |
| 6.             | "Turn Off Your Mind" | 5:51    |  |
| 7.             | "Scorpio Curse"      | 7:31    |  |
| 8.             | "Crypt of Drugula"   | 8:49    |  |
| Duração total: | Duração total:       | 59:09   |  |

## Formação
- Jus Oborn - vocais, guitarra, efeitos
- Liz Buckingham - guitarra, efeitos
- Tas Danazoglou - baixo
- Shaun Rutter - bateria, percussão